# Salon des indépendants de 1914
Le Salon des indépendants de 1914 est la trentième édition du Salon des indépendants, une exposition artistique annuelle à Paris, en France. Il se tient du 1er mars 1914 au 30 avril 1914 sur le Champ de Mars et l'avenue de La Bourdonnais.

## Œuvres présentées
- Alexandre Archipenko, Carrousel Pierrot.
- Alexandre Archipenko, Combat de boxe.
- Alexandre Archipenko, Gondolier.
- Vladimir Baranov-Rossiné, La Symphonie.
- Félix Del Marle, Le Port.
- Robert Delaunay, Hommage à Blériot.
- Sonia Delaunay, Prismes électriques.
- Kees van Dongen, Amusement.
- Albert Gleizes, La Dame aux bêtes.
- Jean Émile Laboureur, Le Café du commerce.
- Kasimir Malevitch, Portrait d'Ivan Klioune.
- Kasimir Malevitch, Samovar.
- Jacqueline Marval, Les Frivoles.
- Jean Metzinger, Le Fumeur.
- Léopold Survage, Trois Phases d'une action du rythme coloré.
- Jacques Villon, L'Atelier de mécanique.
- Suzanne Valadon, Le Lancement du filet.